# Heparin
Heparin er et blodfortyndende lægemiddel, der også benyttes ved blodtagning hos lægen. Selve røret er det man kalder hepariniserert, for at hindre Koagulation af blodet inden testen. 
Heparin udvindes for det meste af slim fra grisenes tarme. 